# Socialització
|  | Per a altres significats, vegeu «Socialització (desambiguació)». |

La socialització és el procés pel qual una persona s'adapta i interioritza el seu entorn i la cultura del grup social on viu en societat incorporant els elements socioculturals que se li posen a l'abast, fent-los propis i establint, amb relació a la seva manera de ser, la importància que exerciran en la seva vida quotidiana i que, finalment, col·laboraran a construir la seva identitat. Els agents socialitzadors entesos com els mitjans, les persones o les institucions amb els quals és té relació, fan possible la socialització. D'aquests els dos més importants són la família perquè és el primer rol social al que tenim accés i l'escola.
Aquest procés ve donat per l'individu i també per la societat, és a dir, que són complementaris, ja que tenen el mateix objectiu, però són molt diferents en el seu origen, interessos i mecanismes d'actuació (interès de la societat i de l'individu). Aquesta interacció de la persona amb la societat és un procés bidireccional perquè l'individu rep influències del medi i a la vegada ell també influeix sobre aquest. Es pot considerar com un procés en el qual la societat aconsegueix transmetre els seus valors, idees, conductes, etc. Per a la psicologia el punt clau de la socialització es veure com l'individu assimila i integra en la seva personalitat el que la societat el vol transmetre. Com a procés és permanent, ja que dura tota la vida de l'individu i és perenne a la societat. Per l'individu és especialment intensa en els primers anys i és a la infància quan més clara es veu la naturalesa de la socialització, un procés d'interiorització normativa i valorativa.
Dins de la sociologia, s'ha establert una diferenciació entre la socialització primària, que té lloc durant la infantesa en l'entorn familiar i que és la que queda més arrelada en la persona i la socialització secundària, la qual no hauria d'arribar a tenir la solidesa que té la primera. Aquesta socialització secundària és posterior a la primària, permet la interiorització de normes concretes de l'entorn social i s'allarga durant tota la vida de l'individu. En alguns casos, la socialització secundària pot arribar a tenir un grau d'influència molt gran. A diferència de la socialització primària, l'individu pot triar la seva interiorització o no.

## Formes de socialització
En el procés de socialització podem distingir tres fases:
l'adquisició de la cultura, entesa com a conjunt de normes socials que regeixen el lloc on vivim; la integració d'aquesta cultura en la identitat i la personalitat de l'individu, i la seva adaptació en l'entorn social.
La socialització també és vista com el procés pel qual s'inculca cultura als mateixos membres de la societat, i és per això que la cultura passa de generació en generació i es va transmetent. En aquest procés els individus aprenen coneixements específics, desenvolupen les seves capacitats i habilitats i les adapten a la forma característica de la seva societat.
Les classes o tipus de socialització tradicionalment són la primària i secundària, tot i que es pot afegir també una tercera, la socialització terciària o resocialització, si hi ha hagut una dessocialització de l'individu i es produeix la reintegració.

### Socialització primària
La socialització primària és la que es dona durant la infantesa en l'entorn familiar, fins l'adolescència, amb l'objectiu d'interioritzar el món adult. També és la que afecta més a la personalitat de l'individu. Tot i que no hi ha una data de finalització d'aquesta etapa, generalment es dona quan l'individu es comença a relacionar amb altres persones que no pertanyen al seu entorn familiar, com ara bé els amics de l'escola.
En aquesta socialització  l'individu reflecteix les actituds que primerament veu en els altres, i s'autoidentifica amb aquestes. Durant els primers anys d'aquesta etapa, la persona aprèn el seu rol social, dins del seu entorn proper a través de la relació amb els altres.
Jean Piaget va estudiar les fases de desenvolupament dels infants, des de la identificació del món que l'envolta fins al descobriment dels objectes exteriors independents. Ja en aquestes fases hi ha socialització, que augmentarà a mesura que creixi i distingeixi entre objectes inerts i objectes socials, persones subjectes a rols. És en aquesta fase que comença la seva integració en el primer dels seus grups, la família i és quan interioritza un codi moral, de forma emocional i, per tant, els valors seran tota la vida reaccions afectives enfront certs aspectes del món.

### Socialització secundària
La socialització secundària es refereix a les futures relacions socials que no tenen a veure amb la família i que, en principi, no haurien d'arribar a tenir la el mateix grau d'importància ni la solidesa de la primera. Aquesta socialització ve donada seguidament de la primària i permet la interiorització de les normes establertes dins del nostre entorn social. Aquesta socialització s'allarga durant tota la vida de l'individu. En alguns casos, la socialització secundària pot arribar a tenir un grau d'influència molt gran, però a diferència de la socialització primària, la persona pot triar la seva interiorització o no.
La socialització secundària es defineix com el procés que indueix a l'individu ja socialitzat a nous sectors del món objectiu de la seva societat. En aquesta etapa es troba la diferència entre el «jo» (allò que voldríem fer) i el «mi» (allò que hauríem de fer).
Aquesta socialització es produeix a l'escola, en els grups d'iguals, a la feina, en els mitjans de comunicació, en les associacions o grups religiosos, etc.
Actualment, podríem afegir-hi els mitjans de comunicació en general, l'empresa (entesa com l'entorn laboral o la "cultura empresarial" que es transmet als treballadors) i, entre les generacions més joves, les xarxes socials per l'enorme influència que tenen en el nostre procés de socialització i de percepció de la realitat. El tret més destacable d'aquests agents és que van evolucionant permanentment en el nostre entorn durant tot el procés de socialització secundària, a diferència d'altres que segurament es manifestin només en una etapa concreta de la vida.
És rellevant el paper de les xarxes socials en la seva consideració d'agents socialitzadors relativament recents, però el seu impacte i la seva evolució com a tal és molt més gran que el que han tingut altres agents.

### Socialització terciària
La socialització terciària és coneguda com un procés de reintegració social que només s'aplica a les persones que han patit una desviació de la norma, és a dir, persones que per exemple han fet conductes delictives i/o infraccions. També es denomina com «resocialització».
Aquesta socialització consisteix en readaptar la conducta de l'individu desviat. és a dir, que ha incomplert la norma. En molts casos aquest incompliment comporta penes de presó, amb la qual cosa, aquest procés es sol donar dins d'aquesta. Els agents que influeixen en aquesta etapa serien les autoritats competents i el professionals com ara educadors socials, psiquiatres, psicòlegs i metges.

## Rols socials
Els rols socials són el conjunt de funcions, comportaments, normes i drets definits social i culturalment que s'esperen que una persona faci o exerceixi d'acord amb el seu estatus social adquirit o atribuït.
Els estatus socials poden ser de rang superior o de rang inferior i cada estatus es correspon a un rol, és a dir, un comportament determinat davant de la societat. El rol és dinàmic i pot canviar, a més sempre està lligat amb la posició d'un mateix. L'individu sol estar limitat respecte als rols que pot triar, ja que hi ha alguns que dagut a la seva posició no pot controlar. Un cop s'ha assumit i definit el rol, les relacions amb els demès estaran en gran part ben definides. Es considera que la resta de la societat esperarà que l'individu actuï en conseqüència amb el seu rol.
La teoria del rol, com a paper que cadascú juga a la societat es basa les hipòtesis del psicòleg, filòsof i pedagog estatunidenc William James, i alhora en dos pensadors anteriors, Charles Cooley i George Herbert. A partir d'aquí, William Thomas va desenvolupar el concepte de definició de la situació, entenent la situació social com una mena de realitat acordada i convinguda pels participants o definidors de la situació. Des del punt de vista de l'individu que hi participa, a pràcticament qualsevol situació social s'exerceixen pressions perquè les respostes que pertoquen es produeixin realment. Segons aquesta teoria, això fa que la societat pugui subsistir, pel fet que gran part de les definicions que la gent fa de les situacions més bàsiques, poc o molt coincideixen.

## Context de la socialització
La socialització forma part d'un procés més complex al qual anomenem construcció social de la realitat.
Segons Berger i Luckman, aquesta realitat és objectiva i subjectiva. Objectiva, ja que és independent de nosaltres i es troba, per exemple, en codis morals, institucions o models de conducta. És subjectiva en tant que aquesta realitat només canvia les maneres de pensar, sentir i d'actuar dels subjectes dins de la societat. En tant que la teoria del rol ens aporta una visió de la presència de la societat dins la persona, la sociologia del coneixement, utilitzada inicialment pel filòsof alemany Max Scheler, als anys vint del segle xx, s'ocupa de la localització social de les idees i rebutja la pretensió segons la qual el pensament naixeria amb independència del context social, es pot sintetitzar, per tant, en l'afirmació que la realitat es construeix socialment.
Entre els dos tipus de realitat hi ha una relació dialèctica i d'exigències mútues. La realitat objectiva es dona a través de processos socials com ara la institucionalització, que consisteix a establir rols i normes per facilitar la vida social que amb el pas del temps s'aniran convertint en tradicions. Un altre procés social seria la reïficació, on les tradicions i les institucions passen a ser coses amb realitat substantiva independent, i deixen de ser considerades resultats d'acords socials. Per acabar, la legitimació, que és la creació de significats secundaris que consisteixen en l'establiment d'un univers simbòlic on tot és explicat, adaptant-se a la complexitat de la societat.
Per una altra banda, la construcció social de la realitat subjectiva, té lloc en el procés de socialització, ja que tant en els rols, com en les institucions o les tradicions per exemple, són productes humans, les accepten i configuren a la seva manera i forma de pensar, viure i actuar. Gràcies a això es defineixen les identitats de les persones que viuen en una societat.
Segons Berger i Luckman, entre la realitat objectiva i la realitat subjectiva hi ha una interacció dialèctica, que és contínua i simultània, es per això que no té sentit parlar per separat d'individu i de societat.

## Agents socialitzadors
Els agents de socialització són diverses persones, grups i organitzacions que desenvolupen i simbolitzen els diferents rols, metes i responsabilitats per als individus que conformen una societat. Dins d'aquests agents, n'hi ha quatre que són els més importants:
- Família: Grup bàsic dels humans que ocupa un paper principal i fonamental en els processos de socialització, concretament en la socialització primària. La família depèn i varia molt segons la cultura, l'època o el context social per. Té tres funcions clau, la funció biològica, funció reproductiva que es basa en la continuïtat de l'espècie, la funció social, que té una funció bàsicament integradora i per acabar, la funció cultural, que consisteix a transmetre i ampliar l'herència cultural, i és on s'integren les pautes, normes de conducta, rols i valors. La família, com a institució té formes molt diverses segons les cultures, les èpoques i els contextos socials i de classe, i aquesta variabilitat és cada dia més important i evident.[3]
- Escola: Té un paper molt important que augmenta a mesura que creixen les complexitats de la societat. Amb el pas del temps, gràcies al canvi social, fa que la família perdi la importància de la funció socialitzadora, i l'adquireixi l'escola.[11]
- Grup d'iguals: Agents socialitzadors clau. S'entén com a grup de persones d'una edat similar, amb certs interessos comuns, aliens als de residència o descendència comuna, amb unes expectatives compartides pel que fa al comportament esperat dels membres del grup.[12][13]
- Mitjà de comunicació de masses: Referint-se als mitjans de comunicació de masses, aquest agent és un dels més recents i que en poc temps ha adquirit una gran importància com a agent socialitzador.[14][15]